# Enginella
Enginella is een geslacht van weekdieren uit de klasse van de Gastropoda (slakken).

## Soort
- Enginella leucozona (Philippi, 1844)